# امرأة غير متزوجة (فلم)
امرأة غير متزوجة  (بالإنجليزية: An Unmarried Woman) هو فيلم كوميدي تم إنتاجه في الولايات المتحدة وصدر في سنة 1978.

## الميزانية والإيرادات
بلغت تكلفة إنتاج الفيلم حوالي 2,515,000 دولار بينما حقق أرباحا تقدر بـ 24,000,000 دولار.

### ترشيحات وجوائز
| السنة | الحدث  | الفئة     | النتيجة |
| ----- | ------ | --------- | ------- |
|       | أوسكار | أفضل فيلم | ترشـيـح |

## وصلات خارجية
- مقالات تستعمل روابط فنية بلا صلة مع ويكي بيانات

1. ↑  "Jill Clayburgh Dies at 66; Starred in Feminist Roles", The New York Times, November 5, 2010. Retrieved 2010-11-05. نسخة محفوظة 02 أكتوبر 2017 على موقع واي باك مشين.
2. ↑  "An Unmarried Woman: Awards & Nominations". MSN Movies. مؤرشف من الأصل في 2013-07-19. اطلع عليه بتاريخ 2011-06-04.
3. ↑  "An Unmarried Woman, Box Office Information". The Numbers. مؤرشف من الأصل في 2014-05-29. اطلع عليه بتاريخ 2012-01-27.